# Cellieu
Cellieu ist eine französische Gemeinde mit 1719 Einwohnern (Stand: 1. Januar 2022) im Département Loire in der Region Auvergne-Rhône-Alpes. Sie gehört zum Arrondissement Saint-Étienne und zum Kanton Sorbiers. Die Einwohner werden Cellieutaires genannt.

## Geographie
Cellieu liegt etwa 14 Kilometer nordöstlich von Saint-Étienne. Der Fluss Durèze begrenzt die Gemeinde im Norden. Umgeben wird Cellieu von den Nachbargemeinden Valfleury im Norden und Westen, Chagnon im Norden und Nordosten, Lorette im Osten und Südosten, La Grand-Croix im Süden und Südosten, L’Horme im Süden sowie Saint-Chamond im Südwesten.

## Bevölkerungsentwicklung
| Jahr                       | 1962 | 1968 | 1975 | 1982 | 1990 | 1999 | 2006 | 2017 |
| -------------------------- | ---- | ---- | ---- | ---- | ---- | ---- | ---- | ---- |
| Einwohner                  | 731  | 764  | 870  | 1097 | 1228 | 1466 | 1513 | 1697 |
| Quellen: Cassini und INSEE |      |      |      |      |      |      |      |      |